# 奥正孝
奥 正孝（おく まさたか、1955年7月27日 - ）は、日本の元テレビ番組ディレクターで、現在は都市計画家で観光の研究家。
大阪府岸和田市在住。吉本興業に在籍していた。岸和田市本町のまちづくりのために貢献している。秋田県のノースアジア大学（旧：秋田経済法科大学）法学部観光学科　の教授就任、現在は東京都新宿区高田馬場にある 東京富士大学（旧：富士短期大学）経営学部イベント・プロデュース学科の教授を就任している。

## 来歴
2007年4月1日、『岸和田だんじり祭りによるまちづくり』を文芸社ビジュアルアートで発刊。同年7月に完売し、9月に第二版が発刊された。2008年4月に向けて、吉本興業東京本部が新宿区の歌舞伎町花園神社隣の旧新宿区立四谷第五小学校の廃校に移転してディレクター・プロデューサー・放送作家・脚本家・映画監督を養成する「よしもと クリエイティブカレッジ」を創設。奥が当時の吉本興業大崎副社長に産学連携の話を持ちかけた。「駒澤大学」と「よしもとクリエイティブカレッジ」の産学連携プロジェクトの話です。駒澤大学の授業として2008年9月17日から2008年12月24日迄の14コマの「実践メディアビジネス　吉本興業提供講座」として奥正孝と吉本興業の子会社の社長が講師である。

## 経歴
- 上宮高等学校卒業（吉本興業 会長吉野伊佐男の後輩）（⇒上宮中学校・高等学校）
- 近畿大学商経学部経営学科卒業　（⇒近畿大学の人物一覧）
- 大阪市立大学大学院創造都市研究科都市政策専攻修士修了　（⇒大阪市立大学大学院創造都市研究科）
- 1983年 吉本興業入社
- 1984年 アイ・ティ・エス入社（吉本興業関連会社）
- 1995年 ウエルカム 取締役（テレビ番組制作技術会社）（⇒ウエルカム）
- 2000年 ウエルカム・プランニング 代表取締役（テレビ番組制作会社）
- 2003年 駿台観光&外語専門学校テーマパーク学科専任講師学科長
- 2006年 泉大津市都市計画マスタープラン　策定委員
- 2006年 京都嵯峨芸術大学芸術学部観光デザイン学科エンターティメント論　非常勤講師
- 2007年 羽衣国際大学産業社会学部都市生活空間論　非常勤講師
- 2007年 大阪成蹊短期大学観光学科 イベントデザイン論　非常勤講師
- 2007年 よしもとクリエイティブ・カレッジ  設立委員
- 2007年 岸和田市都市景観審議会　委員
- 2008年 駒澤大学　吉本興業エンターテイメントビジネス論　非常勤講師
- 2008年 岸和田市建設事業再評価委員会　委員長
- 2008年 岸和田市総合計画・都市計画マスタープラン　策定委員
- 2008年 NHKのど自慢 　ディレクター
- 2011年 ノースアジア大学（旧：秋田経済法科大学）法学部観光学科　教授
- 2018年 東京富士大学（旧：富士短期大学）イベント社会工学研究所所長・経営学部イベント・プロデュース学科　教授

## 所属・活動

### 主要著作
- 奥正孝『岸和田だんじり祭りによるまちづくり』文芸社ビジュアルアート、2007年。

### 学会
- 日本観光研究学会
- 文化経済学会
- 日本映像学会
- 地域経済学研究学堂
- イベント学会
- 地域デザイン学会

### 就任
- 財団法人 地域活性化センター 地域づくりアドバイザー
- 社団法人　日本イベント産業振興協会 認定研究員
- 一般社団法人 日本イベントプロデュース協会関西本部 理事
- 一般社団法人 日本イベント協会イベント総合研究所 特別学術会員
- 非営利活動法人 ジャパン・イベント・ネットワーク 理事
- 非営利活動法人 ひとづくり・まちづくり役場 理事長
- 泉大津市都市計画マスタープラン 策定委員
- きしわだ都市政策研究所 研究員
- 岸和田市都市景観審議会 委員
- 岸和田市建設事業再評価委員会 委員長
- 岸和田市総合計画策定・都市計画マスタープラン 策定委員
- 一般社団法人 関西まちづくり協議会 理事

### 講演
- 『地域協働いきいきネット大阪第4回フォーラムIN高槻（2006/07/30） 主催 地域協働いきいきネット大阪
- 『阪堺文化と阪神文化～戦前に花咲いた二つの沿線文化』パネリスト（2007/03/04） 主催 諏訪森から堺を楽しむ会
- 『岸和田市民歴史シンポジウムⅣ～岸和田古城跡を考える会』（2007/03/31） 主催 岸和田古城跡を考える会/共催 大阪歴史学会
- 『明治時代、岸和田に同志社が創立されていた』(2007/05/10)　主催　岸和田ライオンズクラブ例会
- 『まちづくりと岸和田城夢灯路』『明治時代、岸和田に同志社が創立されていた（2007/09/20） 主催 岸和田商工会議所青年部例会
- 『堺・泉州ルネッサンス』－文化による地域づくりと人材育成－（2008/01/12） 主催 大阪府立大学（文部省平成17年　度現代的教育ニーズ取組支援プログラム）協力 羽衣国際大学
- 『吉本興業が、変わる』（2008/03/06） 主催 岸和田南ロータリークラブ例会
- 『岸和田千亀利（ちきり）灯路の結果報告について』（2008/09/24） 主催 岸和田商工会議所青年部例会
- 『岸和田だんじり祭りによるまちづくり』（200811/08） 主催 関西まちづくり協議会
- 『まちおこし地酒BAR』「だんじり祭りによるまちづくり」（2008/11/11） 主催 財団法人 泉佐野市公園緑化協会
- 『岸和田煉瓦にかかわる展示と講演会』（2008/11/29）主催 岸和田文化事業協会
- 『堺・南大阪地域学』「地域再生　創造都市」（2008/12/04）主催 大阪府立大学
- 『岸和田だんじり祭りによるまちづくり』（2008/12/13） 主催 泉北ニュータウン学会
- 『喜ばれるイベントづくり』(2009/05/13) 主催 泉大津ライオンズクラブ例会
- 『岸和田千亀利灯路について』(2009/06/02) 主催 岸和田北ロータリークラブ